# 孙策平江东之战
孙策平江东之战是中國東漢末年軍閥混戰時的一系列戰爭，發生於漢獻帝興平二年（195年）到次年，以及袁术死后的建安四年（199年）至次年年初，發生原因為袁術多次失信於孫策，使孫策有自立門戶的念頭，並以助袁術攻劉繇為藉口，得到袁術派出的兵馬，在發生戰爭前，孫策擁有士兵五六千人，騎數十匹，賓客願從者數百人。孫策最後把在江東的諸割據勢力消滅，成功統一江東五郡，此后江东诸郡成为孙氏势力的基础，為日後其弟孫權建立孫吳基礎 。

## 过程

### 擊走刘繇

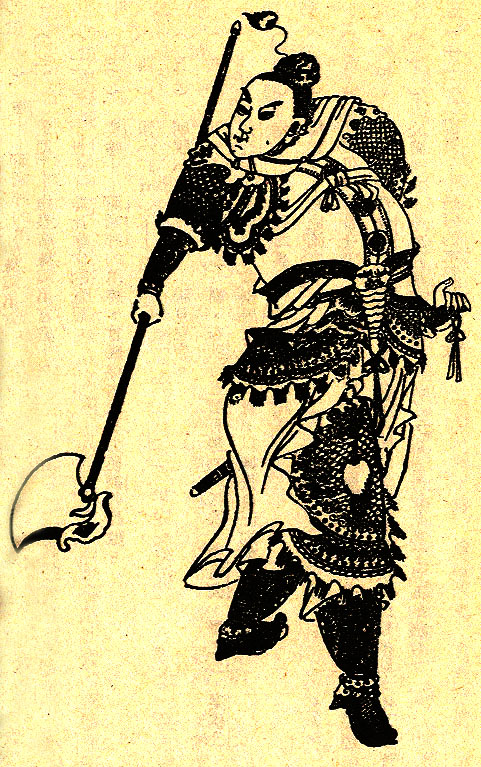
平定江东的孙策画像（清代三國演義）

公元195年，袁術表孫策為折衝校尉、行殄寇將軍。渡江攻劉繇牛渚營，盡得邸閣糧穀、戰具，此舉逼使彭城相薛禮、下邳相笮融推劉繇為盟主，薛禮據秣陵城，笮融屯縣南，共同對抗孫策。
孫策先攻笮融，兩軍交戰，孫策斬笮融五百餘人，笮融回城後閉門不出。
孫策轉而渡江攻薛禮，薛禮逃走，這時樊能、于糜等復合眾襲奪牛渚屯，孫策聽後，還兵攻破樊能等，獲男女萬餘人。
及後再攻笮融，為流矢所中，傷股而不能乘馬，因而留在牛渚營，為了引出笮融出城，孫策命士兵放出流言說他已重傷而死，笮融聽後遣將于茲攻擊孫策軍，孫策遣步騎數百挑戰，設伏兵於後，于茲出擊時，還未交戰便偽逃，于茲追入伏兵中，中伏大敗，孫策斬首千餘級。孫策後到笮融營下，令左右大呼說：「孫郎竟云何！」于茲於是驚怖夜遁。
笮融聞孫策尚在，便深溝高壘，繕治守備，孫策以笮融所屯地勢險固，故捨棄而去，後攻破劉繇別將於海陵，轉攻湖孰、江乘，二城皆破。
當孫策進軍至劉繇城下時，這時太史慈自東萊來省繇而來，其部下皆勸劉繇以太史慈為大將對抗孫策，但是劉繇卻因許子將之言，而不敢重用。及後遺太史慈偵察城外，卻碰上了孫策，孫策則帶著三十騎人，當中黃蓋、韓當皆在。
太史慈知道為首一人是孫策，於是單騎而上，正與孫策相對，孫策刺太史慈馬，而攬得太史慈背上短戟，同時太史慈亦得孫策兜鍪。這時兩方軍隊各自前來，於是二人各自回去。不久劉繇與孫策相戰，但戰敗，於是棄軍遁逃，諸郡守皆棄城而走，城盡歸孫策所有。孫策進入曲阿，勞賜將士，發恩布令，告諭諸縣：「其劉繇、笮融等故鄉部曲來降首者，一無所問；樂從軍者，一身行，復除門戶；不樂者不強。」一日之間，四面雲集，得見兵二萬餘人，馬千餘匹，從此威震江東。孙策于是夺取丹阳和吴郡。

### 攻克会稽
公元196年，吳人嚴白虎等眾各萬餘人，處處屯聚，諸將欲先擊白虎等。於是孫策引兵渡浙江。
孫策先命吳景出兵，與嚴白虎交戰，大勝，嚴白虎退到會稽，後孫策渡江攻下會稽，並進行屠城，嚴白虎於是高壘堅守，派其弟嚴輿求和，孫策答應，嚴輿便跟孫策單獨見面，卻被孫策所殺。由於嚴輿在嚴白虎軍中素有勇力，於是使嚴白虎對孫策感到畏懼，後孫策攻破嚴白虎，嚴白虎亦逃到許昭中，此後下落不明。
這時會稽太守王朗部下功曹虞翻曾進言道：「孫策善於用兵，不如暫避其鋒。」但王朗不聽從，並且發兵屯於固陵而抗孫策。孫策數次渡水而戰皆不能攻下。
這時孫策叔父孫靜進言：「王朗拒城而守，難以攻拔。查瀆南離此數十里，宜從彼據其內，所謂攻其無備，出其不意者也。」孫策聽從其計。晚上時，命士兵燃火以作疑兵，並分軍往查瀆道，突襲高遷屯。王朗大驚，遣故丹陽太守周昕等帥兵逆戰，孫策擊破周昕等，並斬周昕。王朗於是逃去，虞翻追隨著王朗，行至東冶，被孫策追擊，大破之，王朗於是投降孫策。孫策繼而自領會稽太守，並命虞翻為功曹，待以交友之禮。

### 征討庐江
公元199年，袁术病逝后，袁术的长史杨弘、大将军张勋欲率残部投奔孙策，不料被庐江太守刘勋截击，全体被俘。而袁术的族弟袁胤、及其家人等，也畏于曹操的实力，不敢继续待在寿春，抬着袁术的棺木，带领袁术的家小和部曲男女，到皖城投奔刘勋。刘勋的兵力骤然大增，但粮草不继。刘勋便派堂弟刘偕向豫章太守华歆借粮，华歆也正缺粮，只好派人领着刘偕到海昏(今江西奉新县西)、上缭(今江西永修县)，向刘繇的旧部告借三万斛。刘偕去了一个多月，才借得两千斛，于是报告刘勋，并让刘勋领兵前来攻袭。
当时刘勋兵力太强，孙策想借机翦除他，也写信来，劝刘勋攻袭海昏、上缭。信中，孙策屈己下人，说：“上缭地方十分富饶，希望您能兴兵讨伐，我愿出兵做您的外援。”刘勋相信孙策，更因收得财宝而十分高兴，各人都祝贺，但刘晔则不感喜悦。刘勋询问，刘晔则说：“上缭虽小，城坚池深，攻难守易不可旬日而举，则兵疲于外，而国内虚。策乘虚而袭我，则后不能独守。是将进屈于敌，退无所归。若军今出，祸今至矣。”但刘勋不听，坚持出兵。刘勋决定攻取上缭。他悄悄率军经过彭泽，来到海昏地方。当地守将坚壁清野，留下一座空城，刘勋一无所获。当时，孙策引兵西征黄祖，正走到石城(今安徽贵池县西)，听说刘勋已到海昏，立即让孙贲、孙辅率领人马驻在彭泽，准备拦击刘勋，自己则与周瑜率兵两万进袭刘勋的大本营皖城，一举攻克，俘虏三万多人。刘勋闻讯大惊，星夜回军彭泽，孙贲、孙辅出兵截杀，刘勋大败。逃往流沂。

### 收復豫章
公元200年，孙策在击败黄祖后东进豫章，驻军椒丘（江西新建县北），对虞翻说：“华歆名闻于世，但绝非我的对手。如果不早归附，将来金鼓一震，战局一开，生灵涂炭，在所难免。你先进城去，把我的意思说给他听。”虞翻领命进城，见到豫章太守华歆，陈明利害，华歆举城投降。

## 結果
孫策統一江東，消灭了当时地方上的江东势力，当时並為日後孫吳立國打好基礎，同時亦因孫策統一了江東，使中原的混戰多了點轉變。但孙策平定江东时，偏远之地上仍未归附，因此地方势力和山越仍作乱不断。而寄寓的士人也没有和孙氏建立稳固的关系，一些士人或不久后投奔曹操或出走交州。为孙策死后的一系列内乱埋下来隐患。

## 后续
200年，孙策死，弟孙权袭领旧部。孙权善于团结部下，他又吸收了鲁肃、诸葛瑾等一批「宾旅寄寓之士」，地位才逐渐巩固下来。

## 參戰人物
|  | - 孫策軍 - 孫策 (總帥) - 徐琨（孫策表兄） - 孫河（孫堅族子） - 孙权 (孫堅次子) - 程普 (孫氏三代宿將) - 黃蓋 (孫氏三代宿將) - 韓當 (孫氏三代宿將) - 朱治 (孫氏三代宿將) - 呂範 (孫策心腹) - 張昭 (孫策謀士，長史併兼任撫軍中郎將) - 張紘 (孫策謀士，參謀正議校尉) - 徐逸 - 周泰 (別部司馬，先任春谷縣長，後任宜春縣長) - 蔣欽 (別部司馬，遷任西部都尉，後升任討越中郎將) - 陳武 (別部司馬，在擊敗劉勳後，由盧江挑選精兵加以訓練為盧江精銳，後拜為偏將軍) - 董襲 (別部司馬，先後隨孫策征討吳郡會稽，最後官至偏將軍) - 凌操(凌統之父，出兵平討山越、整頓吏治誅戮奸黨。因政績傑出遷破賊校尉) - 宋謙 - 鄧當 (呂蒙姊夫) - 呂蒙 (隨姊夫鄧當參戰) - 周尚（周瑜叔父，在吳景北攻廣陵時，代理丹陽太守） - 周瑜（孫策摯友，居巢長，以探望叔父名義幫助孫策平定江東） - 吳景（丹陽太守，孫策舅父） - 孫賁（丹陽都尉，孫策堂兄，在劉繇病歿後接收豫章，任豫章太守） - 孫輔（孫賁弟，孫策堂兄，盧陵太守） - 袁術援軍 - 惠衢 (袁術故吏，袁術派他取代劉繇為揚州刺史，與孫策合軍擊敗駐守當利口的張英) - 袁胤（袁術族人，袁術派他取代丹陽太守，被孫策派徐琨趕走） | - 劉繇軍 - 劉繇（揚州刺史，被孫策擊敗後轉進豫章，至197年病歿） - 樊能（橫江津守將） - 糜（橫江津守將） - 張英（當利口守將） - 太史慈（丹杨太守，投降） - 笮融（佛教領袖，下邳相） - 茲 - 薛禮（彭城相，被叛逆的笮融所殺） - 下邳陈氏 - 陳瑀（吴郡太守、安东将军，屯守海西，後降袁紹） - 陳牧（戰死） - 万演（陈瑀阴图袭策，遣都尉万演等密渡江，使持印传三十馀纽与祖郎、焦已严白虎等，使为内应。） - 陈琮（汝阴太守） - 陈珪（沛相） - 陈应 - 陳登（廣陵太守） - 陈矫 - 江東獨立聯軍 - 许昭（江东地方豪强，和高岱一起保护盛宪，收留严白虎，可能组织刺杀孙策） - 嚴白虎（原名「嚴虎」，東吳德王，吳郡賊帥） - 嚴輿 （嚴虎弟，前去向孫策談和時被殺） - 鄒他 （吳郡、會稽一帶地方勢力，後被孫策所破，被孫策處斬） - 錢銅 （吳郡、會稽一帶地方勢力，後被孫策所破，被孫策處斬） - 王晟 （前合浦太守兼吳郡、會稽一帶地方勢力，後被孫策所破，因孫策看在王晟為其母吳夫人及其父孫堅之舊識而釋放之） - 許貢（吳郡都尉，後因上奏內文對孫策不敬被殺） - 王朗（會稽太守） - 周昕（前丹陽太守，戰死） - 陸康（前廬江太守，城陷後病逝） - 祖郎（涇縣賊帥，被孫策擒獲後投降孫策） - 焦已（賊帥） - 呂合（會稽賊） - 秦狼（會稽賊） - 黃龍羅（山陰賊） - 劉勳軍 - 劉勳（廬江太守，在舊主袁術亡故後獨立，為孫策軍所敗，後投曹操） - 劉偕（劉勳姪） - 刘晔 三國演義裡有名為陳橫者，是《三國志·孫策傳》的衍文。 |

## 流行文化
此戰在光荣的真·三國無雙2開始為吳傳可玩關卡，為吳郡平定戰。
真·三國無雙3為吳郡攻略戰。
真·三國無雙4為吳郡之戰。
真·三國無雙5孫策軍劇本為吳郡平定戰。真三國無雙5 Special新增的劉繇軍劇本為江東之戰。
真·三國無雙6為吳郡之戰接分為上下篇，上篇由玩家扮演周瑜，下篇由玩家扮演孫策。
真·三國無雙7為吳郡平定戰孫策軍劇本，第7代吳郡平定戰孫策軍在過關時，可以在自由模式遊玩劉繇軍劇本。